# Alone in the Dark: The New Nightmare
Alone in the Dark: The New Nightmare és el quart lliurament de la saga de survival horror Alone in the Dark creat per Darkworks i publicat per Infogrames. El joc va eixir a la venda en diferents plataformes incloent PC, PlayStation, Dreamcast, PlayStation 2, PSP (PlayStation Portable) i Game Boy Color.

## Versió de Game Boy Color
Mentre altres sistemes portàtils abandonaven sovint els ambients 3D íntegrament (en favor dels sprites en 2D més fàcils d'interpretar), la Game Boy Color va rebre una versió relativament fidel a la de les consoles casolanes. Els vídeos de les altres versions van ser completament eliminats, i moltes de les àrees del joc van haver de ser reduïdes o eliminades. No obstant, el resultat va tenir una sorprenent qualitat gràfica per les limitacions de la consola.